# Stabszug der Marineschule Mürwik

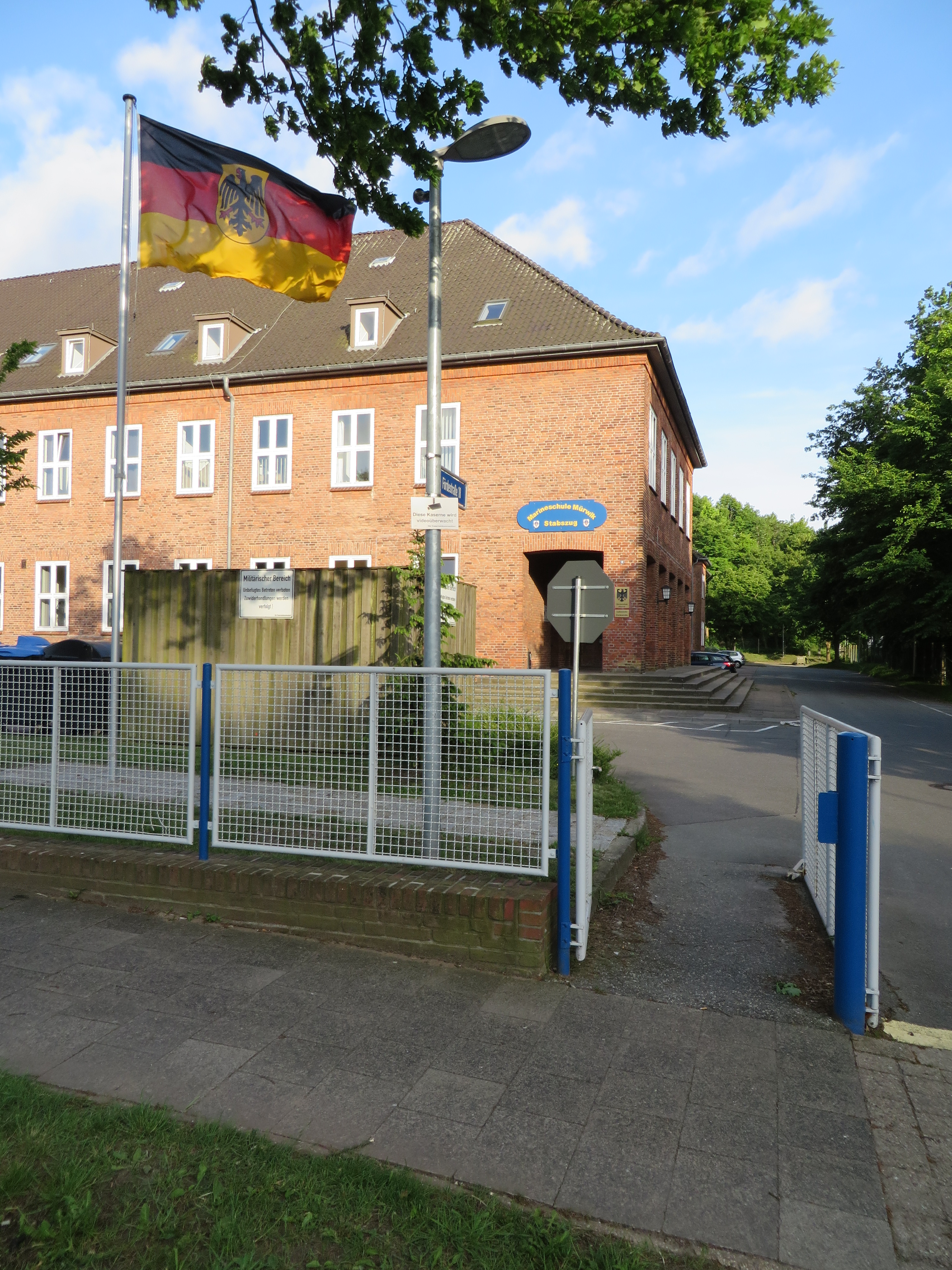
Der Stabszug mit der gehissten Bundesdienstflagge. (2014)

Der Stabszug der Marineschule Mürwik befindet sich in Flensburg-Mürwik unweit der Marineschule Mürwik in der Fördestraße am Rand des Stadtbezirks Stützpunkt. Der Gebäudekomplex ist eines der Kulturdenkmale des Stadtteils.

## Lage
Der Stabszug der Marineschule Mürwik liegt auf der gegenüberliegenden Straßenseite der Marinesportschule, wo sich im Mai 1945 die letzte Reichsregierung aufhielt. Das Gebäude liegt heute zwischen dem Kraftfahrt-Bundesamt und dem Gebäude des Schleswig-Holsteinischen Zeitungsverlages. Der Stabszug liegt zwar an der Hauptverkehrsstraße aber damit auch etwas abseits des Stützpunktes.
Ursprünglich besaß das Gebäude die Adresse Twedterholz 10 (vgl. Twedter Holz). 1961 wurde der besagte Teil der Straße in Fördestraße umbenannt und das Gebäude erhielt die heutige Adresse Fördestraße 18.

## Geschichte

### Die ursprüngliche Nutzung des Gebäudes

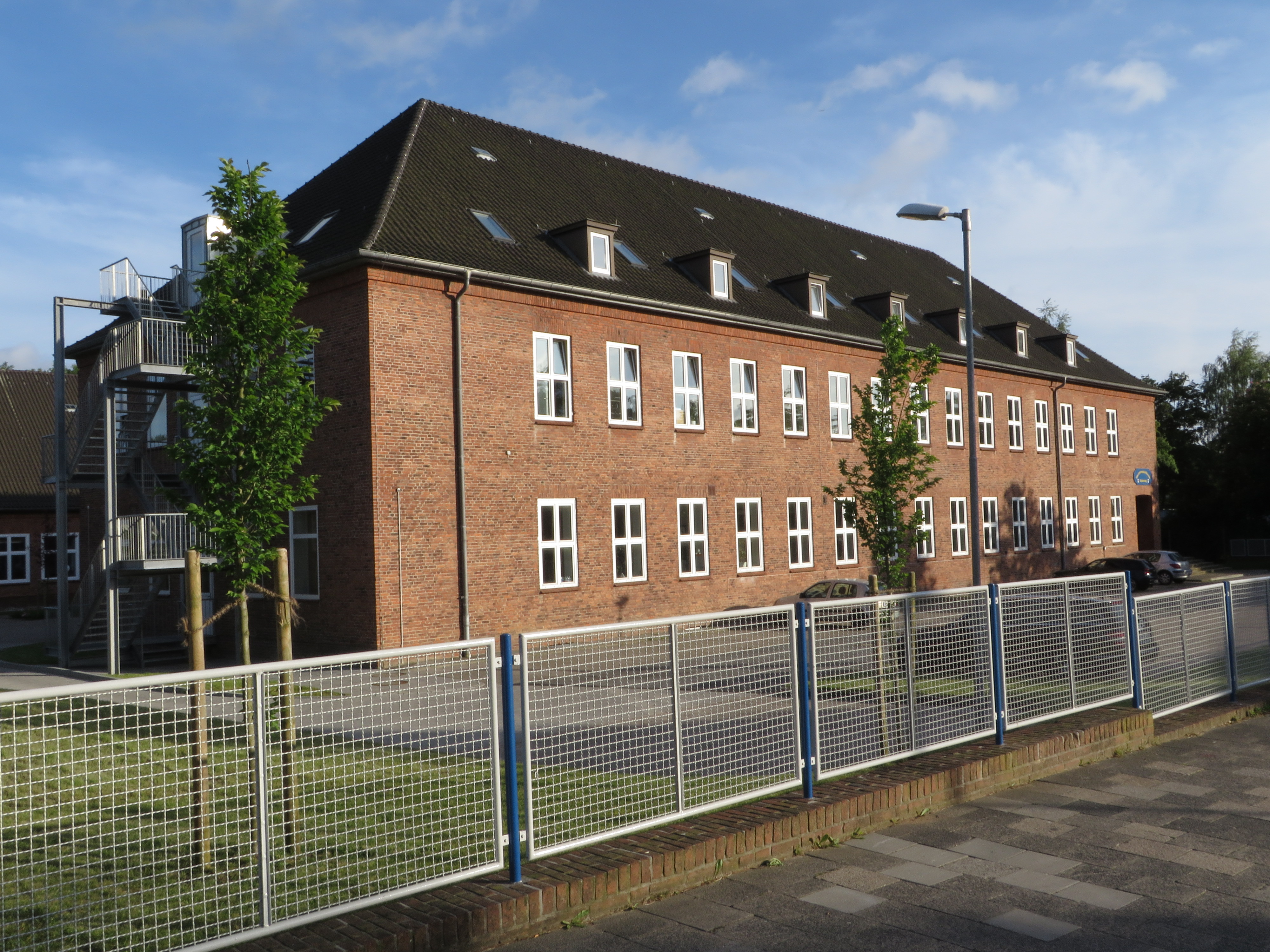
Stabszug der Marineschule Mürwik, Betrachtung in südwestliche Richtung (2014)

Die Stabszugsgebäude wurden 1939/40 ursprünglich als Lehrwerkstätte für die Marineschule errichtet. Die Baupläne des roten, F-förmigen Backsteingebäudekomplexes entstanden möglicherweise nach einem Entwurf des Regierungsbaurates Quanz. Mitarbeiter an den Plänen war der Architekt Hermann Rein, der auch an anderen Stellen der Stadt noch Bauwerke realisierte, beispielsweise in der Moltkestraße 22 das erste Hochhaus Flensburgs (1953–1955) sowie die Glücksburger Auferstehungskirche (1963–1965). Die neuen Werkstattgebäude dienten zunächst der praktischen Ausbildung Technischer Offiziere (Ingenieur-Offizierschule).
Im Mai 1945 gehörte der Gebäudekomplex zum Sonderbereich Mürwik. Östlich, neben dem Gebäude, befand sich damals das Heinz-Krey-Lager, das als Flüchtlingslager diente (vgl. Flüchtlinge in Schleswig-Holstein nach dem Zweiten Weltkrieg).

### Nutzung nach dem Zweiten Weltkrieg als Versehrtenwerk

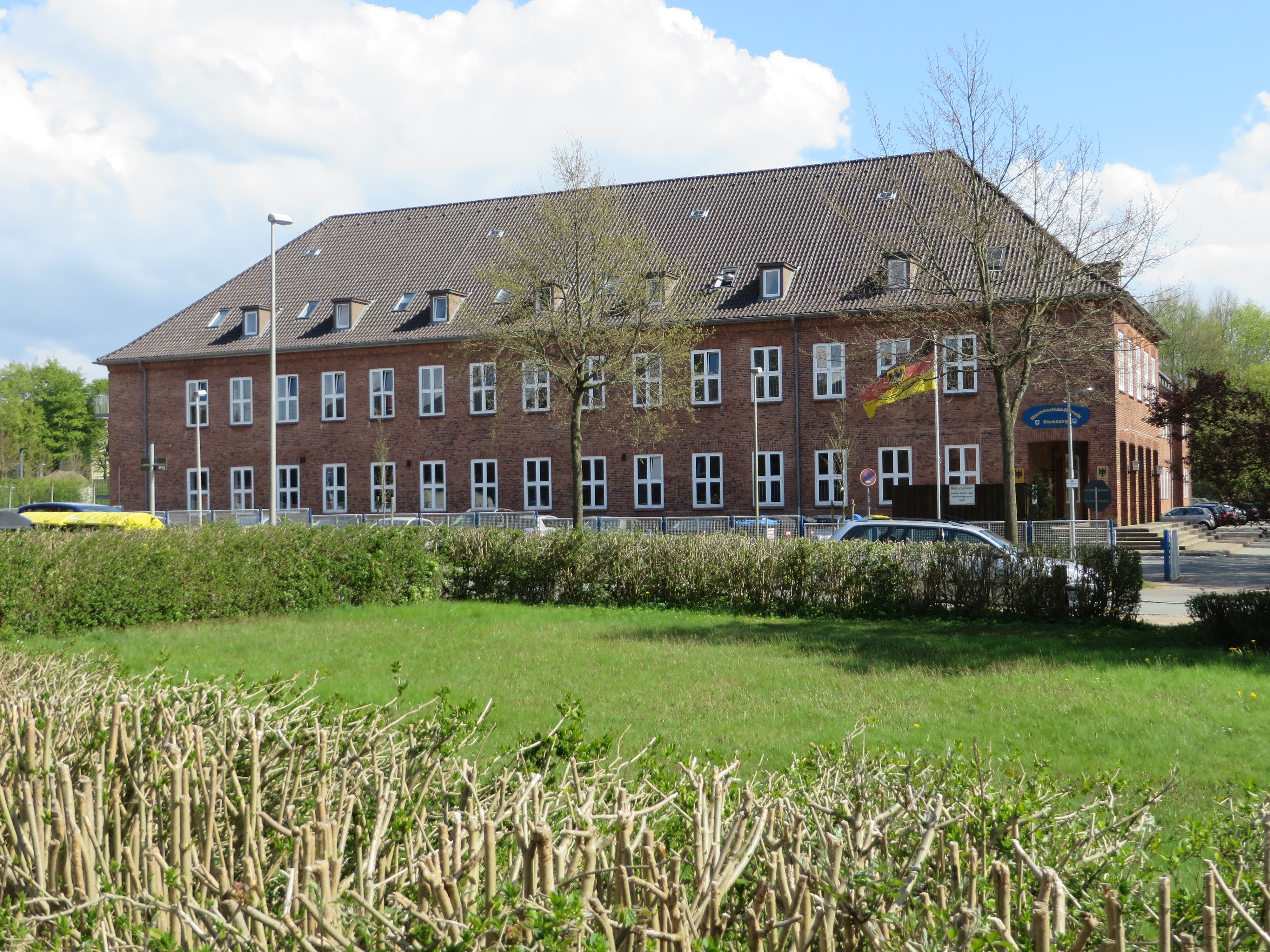
Das Gebäude im Ganzen betrachtet. (2015)

Nach dem Zweiten Weltkrieg erkannte der Flensburger Jurist Dr. Werner Kuntze, der sich ehrenamtlich in Rechts- und Berufsberatung einbrachte, die Not der Kriegsversehrten. Daher engagierte er sich dafür ein Versehrtenheim ähnliche der Bethelschen Stiftung einzurichten. Als Gebäude waren zunächst Teile der Marineschule im Gespräch, was jedoch nicht realisiert wurde, denn die Stadt Flensburg präferierte andere Verwendungszwecke. Werner Kuntze suchte darauf das Gespräch mit dem Kommandeur der Marine-Raumdiensteinheiten in Kiel (vgl. Deutscher Minenräumdienst). Dieser hielt Rücksprache mit den englischen Marinebefehlshaber von Schleswig-Holstein, der ihm die Ermächtigung gab die, Versehrtenhilfe zu fördern. Letztendlich fiel die Wahl auf die Gebäude in der Fördestraße. Ein gemeinnütziger Verein wurde gegründet und so konnte noch im Jahr 1946 das Versehrtenwerk die Werkstätten Mürwiks beziehen. Die offizielle Eröffnung fand am 21. September 1946 statt. Die Tischlerei und Buchbinderwerkstatt der Marineschule waren zuvor in das Gebäude umgelagert worden.
Am 8. November 1946 berichtete so auch die überregionale Welt im Film über die Mürwiker Versehrtenwerkstätten des Gemeinnützigen Vereins Versehrtenwerk Schleswig-Holstein e. V. In der Zeit danach entstanden weitere Versehrtenwerkstätten in Husum (vgl. Theodor-Schäfer-Berufsbildungswerk), Westerland, St. Peter und Jarplund, die sich dem Verein anschlossen. 1948 existierten insgesamt sechs Werke des Vereins in Schleswig-Holstein, von denen Flensburg-Mürwik und Schafstedt die größten waren. Wann die Mürwiker Versehrtenwerkstätten genau schlossen ist nicht allgemein bekannt. Die heute existierende gemeinnützige GmbH Mürwiker Werkstätten, die Werkstätten, Wohnstätten sowie ambulant betreutes Wohnen für Menschen mit Behinderungen bietet, entstand wesentlich später und hat andere Ursprünge.

### Nutzung während des Kalten Krieges als Bundeswehrfachschule
Nachdem 1957 die Marine wieder in Mürwik einzog, diente das Gebäude als Bundeswehrfachschule. Im unteren Bereich des Gebäudes befanden sich die Schulungsräume, im oberen befanden sich Unterkunftsräume für die teilnehmenden Soldaten. Es wurde Unterricht zur Erreichung des mittleren Bildungsabschlusses gegeben. Zudem gab es verschiedene Abendlehrgänge, beispielsweise zur Erlangung einer kaufmännischen Ausbildung.
Bedingt durch den politischen Wandel im Osten Anfang der 1990er Jahre kam es zur militärischen Entspannung in Europa. Die Konversion des Mürwiker Stützpunktes folgte, doch die Bundeswehrfachschule blieb zunächst noch eine Weile bestehen. Doch Anfang 2001 wurde bekannt, dass die Bundeswehrfachschule Flensburg-Mürwik Mitte 2003 geschlossen werden sollte. Flensburgs Oberbürgermeister Hermann Stell sprach sich mit Nachdruck gegen die Schließung aus, aber ohne Erfolg.

### Neuer Verwendungszweck als Stabszug
Nach 2000 endete die Nutzung als Bundeswehrfachschule und der Stabszug der Marineschule übernahm die Gebäude.

## Aufgaben des Stabszuges
Der Stabszug der Marineschule Mürwik stellt dem Kommandeur der Schule das Personal zur Verfügung, das ihn bei seinen Aufgaben berät und unterstützt (vgl. Stabsabteilung).